# 赫尔贝尔特普尔
赫尔贝尔特普尔（Herbertpur），是印度北阿坎德邦Dehradun县的一个城镇。总人口9242（2001年）。

## 人口
该地2001年总人口9242人，其中男性4866人，女性4376人；0—6岁人口1221人，其中男675人，女546人；识字率69.29%，其中男性为74.80%，女性为63.16%。